# Potrerillos (Cortés)
Potrerillos é uma cidade de Honduras localizada no departamento de Yoro.